# Usia marginata
Usia marginata är en tvåvingeart som beskrevs av Enrico Adelelmo Brunetti 1909. Usia marginata ingår i släktet Usia och familjen svävflugor. Inga underarter finns listade i Catalogue of Life.